# Mala leteća lisica
Mala leteća lisica[nedostaje izvor]  (latinski Pteropus hypomelanus) je vrsta šišmiša iz porodice velešišmiša. 
Duga je od 18,3 do 24 centimetra, a teška od 200 do 500 grama. Raspon krila iznosi joj 1,21 metar. Obitava u Australiji, Kambodži, Indoneziji, Maleziji, Maldivima, Mijanmaru, Papui Novoj Gvineji, Filipinima, Solomonskim Otocima, Tajlandu i Vijetnamu.